# 3083 OAFA
3083 OAFA (1974 MH) là một tiểu hành tinh vành đai chính được phát hiện ngày 17 tháng 6 năm 1974 bởi Felix Aguilar Observatory ở El Leoncito.